# 13582 Tominari
13582 Tominari è un asteroide della fascia principale. Scoperto nel 1993, presenta un'orbita caratterizzata da un semiasse maggiore pari a 2,5884732 UA e da un'eccentricità di 0,1403431, inclinata di 14,12258° rispetto all'eclittica.